# 米林潟湖

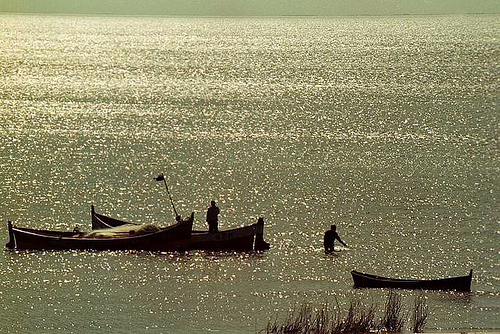

米林潟湖`（葡萄牙語： [laˈɡo.ɐ miˈɾĩː]）是南美洲的湖泊，位於巴西南里奧格蘭德州南部和烏拉圭東部，長174公里、寬35公里，面積3,750平方公里，集水區面積62,250平方公里，最大水深30米。